# Campo Largo
Campo Largo város Brazíliában, Paraná államban. Lakosainak száma 136 327 fő (2022). Campo Largo Castro, Ponta Grossa, Araucária, Balsa Nova, Campo Magro, Curitiba, Itaperuçu és Palmeira községekkel határos.

## Népesség
A település népességének változása:
| Lakosok száma | 92 782 | 112 377 | 133 865 | 135 678 | 136 327 |
|               | 2000   | 2010    | 2020    | 2021    | 2022    |